# Faro de Yeda
El Faro de Yeda (en árabe: منارة جدة) es un faro activo construido entre 1987 y 1990 en la localidad de Yeda, en el reino de Arabia Saudita. Con una altura de aproximadamente 436 pies (133 m) es conocido por considerársele como el faro más alto del mundo. Se encuentra en el extremo del muelle exterior en el lado norte de la entrada al puerto de Yeda.